# ایگوالا
ایگوالا (به اسپانیایی: Iguala) از شهرهای کشور مکزیک است که در ایالت گوئرو قرار دارد و جمعیت آن طبق سرشماری سال ۲۰۱۰ میلادی ۱۲۳٬۸۹۲ نفر بوده است.